# Григоровка (Староконстантиновский район)
Григоровка (укр. Григорівка) — село в Староконстантиновском районе Хмельницкой области Украины.
Население по переписи 2001 года составляло 1316 человек. Почтовый индекс — 31150. Телефонный код — 3854. Занимает площадь 2,771 км². Код КОАТУУ — 6824282301.

## Уроженцы
- Дринфельд, Гершон Ихелевич (1908—2000) — украинский советский математик.

## Местный совет
31150, Хмельницкая обл., Староконстантиновский р-н, с. Григоровка